# Achmat Kadyrov
Achmat Abdulchamidovič Kadyrov (rusky Ахмат Абдулхамидович Кадыров; čečensky Ахьмад Абдулхамидович Кадыров; 23. srpna 1951, Karaganda, Kazašská SSR – 9. května 2004, Groznyj) byl čečenský prezident a hlavní muftí, otec čečenského bojovníka a prezidenta Ramzana Kadyrova.

## Životopis
Achmat Kadyrov se narodil v kazašské Karagandě, která byla v roce 1944 jedním z cílových míst deportace Čečenců během druhé světové války. Po obnovení Čečensko-Ingušské autonomní sovětské socialistické republiky se v roce 1958 navrátil do vesnice svých předků Chosi-Jurt (rusky Centoroj).

### Ruskem dosazený prezident
V prezidentských volbách, konaných dne 5. října roku 2003, zvítězil jako dosavadní „šéf čečenské správy, jmenovaný do funkce Kremlem v roce 2000“, avšak dle tehdejšího čečenského (povstaleckého) vůdce, Aslana Maschadova, zvoleného již v roce 1997, byly tyto volby neplatné.

### Bombový útok v Grozném
Na Achmata Kadyrova byl 9. května 2004 spáchán při příležitosti oslav výročí konce druhé světové války na fotbalovém Stadiónu Sultana Bilimchanova v hlavním městě Čečenska bombový útok, kterému podlehl. Byl pohřben ve městě Chosi-Jurt, které bylo na jeho počest v roce 2019 přejmenováno na Achmat-Jurt.

## Zajímavost
- Byla po něm pojmenována mešita v hlavním městě Čečenska – Mešita Achmata Kadyrova v Grozném, náměstí v Grozném, čečenský fotbalový klub RFK Achmat Groznyj, ulice v Moskvě či most v Petrohradu.